# 阿涅尔昂蒙塔涅
阿涅尔昂蒙塔涅（法語：Asnières-en-Montagne，法語發音：[anjɛʁ ɑ̃ mɔ̃taɲ]，意为“山中的阿涅尔”）是法国科多尔省的一个市镇，位于该省西北部，属于蒙巴尔区。

## 地理
阿涅尔昂蒙塔涅（47°43'6"N, 4°16'30"E）面积28.47 平方千米，位于法国勃艮第-弗朗什-孔泰大區科多尔省，该省份为法国中东部省份，北起奥布省，西接涅夫勒省和约讷省，南至索恩-卢瓦尔省，东南接汝拉省，东临上索恩省，东北部与上马恩省接壤。
与阿涅尔昂蒙塔涅接壤的市镇（或旧市镇、城区）包括：拉维耶尔、鲁日蒙、韦尔多内、阿朗、克里、阿尔芒松河畔佩里尼。

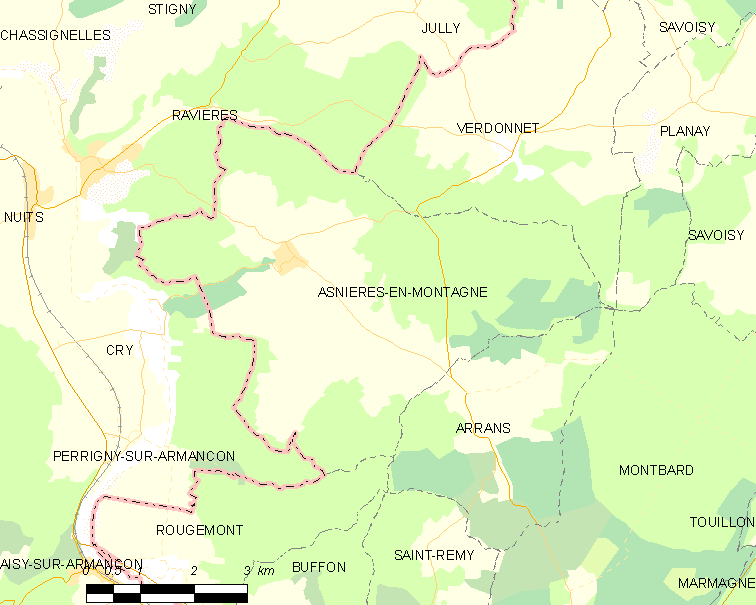
阿涅尔昂蒙塔涅的OSM定位图

阿涅尔昂蒙塔涅的时区为UTC+01:00、UTC+02:00（夏令时）。

## 行政
阿涅尔昂蒙塔涅的邮政编码为21500，INSEE市镇编码为21026。

## 政治
阿涅尔昂蒙塔涅所属的省级选区为蒙巴尔县。

## 人口

1962-2008年间阿涅尔昂蒙塔涅人口变化图示

阿涅尔昂蒙塔涅于2022年1月1日时的人口数量为170人。